# 영농법인 봉하마을
영농법인 봉하마을은 노무현 전 대통령 퇴임 후, 봉하마을을 생태마을로 가꾸기 위해 시작한 기업이다. 2010년 현재 주주가 총 15명이고, 자본금은 4억원이다. 총 직원은 김정호 대표이사를 포함한 5명이다.

## 개요
대한민국 전직 대통령인 노무현의 참모들이 2억원을 출자했고, 봉하마을 유지들이 2억원을 출자하여 설립되었다. 설립 후 노무현과 배우자 권양숙은 이사로 참여했다.
대표이사 김정호는 1984년 부산대 재학 중 학생운동으로 구속된 이후, 당시 변호사였던 노무현과 인연을 맺게 되었다. 이후 그는 참여정부 시절 청와대 국정기록비서관을 지냈다. 노무현 대통령 퇴임 후, '제 1호 자원봉사자'로써 봉하마을에 정착하였다.
이 회사의 대표적인 산업으로는 오리를 이용한 친환경 쌀 농사이다. 2010년 현재 봉하마을 내 재배면적이 1.057,800 여 m2 정도 된다. 2010년에는 찰벼, 흑미, 홍미, 녹미 등 다양한 품종의 벼를 재배하였다. 재배된 쌀을 이용해서 떡국떡, 누룽지와 같은 가공식품도 개발·판매하고 있다.
이 회사는 영리활동 외에도 봉하마을을 중심으로 사회활동을 많이 하고 있다. 과거 노무현이 생각했던 '화포천·봉화산 숲가꾸기', '잘사는 생태마을'과 같은 활동을 마을사람들과 연계해서 수행하고 있다.

## 같이 보기
- 노무현
- 봉하마을